# Grand Prix des chaussures Léon Daniel
Le Grand Prix des chaussures Léon Daniel est une ancienne course cycliste française, organisée de 1935 à 1964 autour de Montluçon dans l'Allier,

## Palmarès
| Année | Vainqueur         | Deuxième           | Troisième         |
| ----- | ----------------- | ------------------ | ----------------- |
| 1935  | René Courally     | Georges Beaumont   | Félix Sivilotti   |
| 1936  | Marcel Mazeyrat   | Roger Dumas        | Charles Pitalot   |
| 1937  | Marius Boeuf      | Robert Godard      | André Naulot      |
| 1938  | Paul Éono         | Lucien Defond      | Marius Boeuf      |
| 1939  | Jean Parillaud    | Maurice Nérat      | Louis Muller      |
| 1941  | Robert Godard     | Méchain            | Louis Thomas      |
| 1942  | Antoine Bartin    | Achille Boutens    | Jean Parillaud    |
| 1943  | René Courally     | Georges Damiens    | Jean Parillaud    |
| 1944  | René Courally     | Joseph Neri        | Raphaël Géminiani |
| 1945  | Raphaël Géminiani | Louis Muller       | René Courally     |
| 1946  | Raphaël Géminiani | Robert Hamedi      | Robert Godard     |
| 1947  | Albert Bourlon    | Marino Contarin    | Robert Auclerc    |
| 1948  | Louis Muller      | Hubert Bastianelli | René Souillat     |
| 1949  | Louis Muller      | Gérard Durand      | Francis Muller    |
| 1950  | Paul Simonin      | Marino Contarin    | Georges Meunier   |
| 1951  | Maurice Roidot    | Louis Gauthier     | Antoine Martinez  |
| 1952  | Jean Delahaye     | Guy Lintilhac      | Noël Lajoie       |
| 1953  | Joachim Roca      | Philippe Agut      | Louis Bergaud     |
| 1954  | Joachim Roca      | Roger Walkowiak    | Joseph Costa      |
| 1955  | Louis Bergaud     | Claude Colette     | Max Cohen         |
| 1956  | Jacques Roca      | Louis Kosec        | Joachim Roca      |
| 1957  | Max Cohen         | Mario Bertolo      | Serge David       |
| 1959  | Edmond Benoski    | Maurice Gandolfo   | Jean Massard      |
| 1960  | Stéphane Klimek   | Sébastien Perez    | Ferdinand Devèze  |
| 1961  | André Dagouret    | Max Cohen          | Ferdinand Devèze  |
| 1963  | Yves Bonnabaud    | Richard Lloret     | Jacky Denizon     |
| 1964  | Maurice Marsy     | Jacky Denizon      | Richard Lloret    |